# Петровачки позоришни дани
Петровачки позоришни дани је фестивал професионалних позоришта Србије и Словачке који организује Словачко војвођанско позориште (СВП) из Бачког Петровца.

## Историјат
Фестивал театарској заједници представља најбоље представе из претходне позоришне сезоне. На фестивалу су наступала позоришта из следећих градова: Бачки Петровaц, Кикинда, Сомбор, Суботица, Нови Сад, Шабац, Београд, Њитра, Братислава, Мартин, Звољен, Жилина...
Поред бројних гледалаца из Петровца и околних словачких насеља, фестивалу присуствују и бројни позоришни радници: театролози, драматурзи, сценографи, костимографи, редитељ, глумци...Организују се тематски симпозијуми, ликовне радионице, изложбе, концерти...Јавност се обавештава о стању професионалног позоришта, упоређују се трендови две земље. Од манифестације локалног карактера Петровачки позоришни дани израсли су у међународну манифестацију, која се повремено одржава под покровитељством министарстава културе Србије и Словачке. 
Иницијатива из 2004. године о трансформацији фестивала у Фестивал професионалних позоришта Србије и Словачке у Бачком Петровцу још није реализована. СВП је предложило да нови фестивал буде укључен у билатерални споразум о културној сарадњи између Словачке и Србије. 
Првих осам година (1996-2003) Петровачки позоришни дани одржани су у организацији Позоришта ВХВ из Бачког Петровца, а од 2004. године фестивал организује СВП.